# Ronald F. Marryott

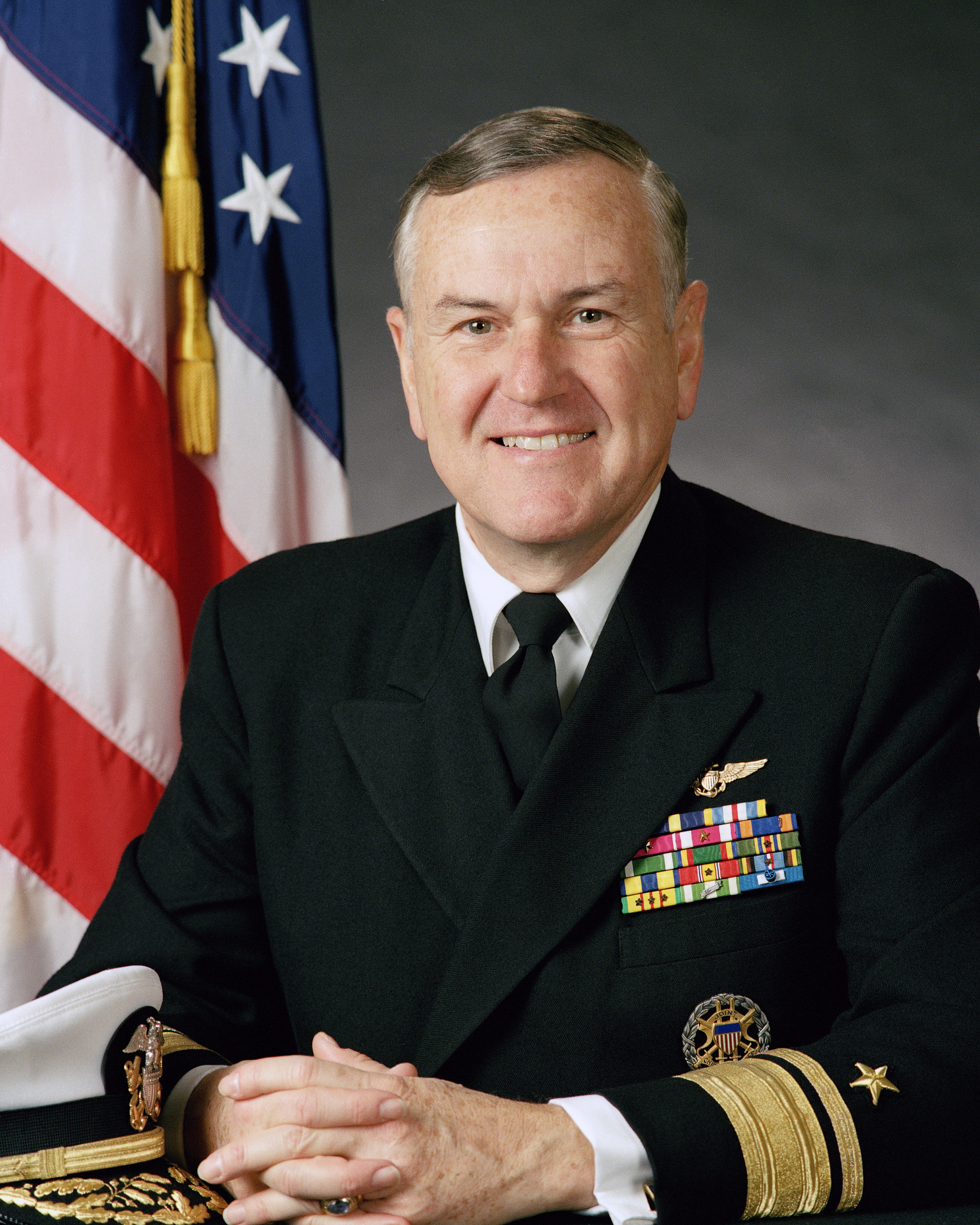
Ronald F. Marryott

Ronald Frank Marryott (* 18. Februar 1934 in Eddystone, Delaware County, Pennsylvania; † 4. Juni 2005 in Annapolis, Maryland) war ein Konteradmiral der United States Navy. Er war unter anderem Leiter (Superintendent) der United States Naval Academy (USNA).

## Leben
Im Jahr 1957 absolvierte Ronald Marryott die United States Naval Academy in Annapolis in Maryland. In der amerikanischen Marine durchlief er anschließend alle Offiziersränge bis zum Konteradmiral. Nach seinem Abschluss an der Marineakademie erhielt er eine Ausbildung als Marineflieger. In den folgenden Jahren war er sowohl im atlantischen als auch im pazifischen Bereich als solcher eingesetzt. Er war an der Blockade Kubas im Rahmen der Kubakrise ebenso beteiligt wie später am Vietnamkrieg. Zwischenzeitlich leitete er die Streitkräfte zur Verteidigung von Island (Iceland Defense Force). Außerdem kommandierte er die damalige Naval Air Station auf dem Moffett Federal Airfield in Kalifornien. Sieben Mal diente er als Stabsoffizier in unterschiedlichen Funktionen im Pentagon.
Zwischen August 1985 und August 1986 leitete Ronald Marryott das Naval War College in Newport, Rhode Island. Am 19. August 1986 übernahm er als Nachfolger von Charles R. Larson als Superintendent die Leitung der Marineakademie in Annapolis. Dieses Amt bekleidete er bis zum 18. August 1988, als Virgil L. Hill Jr. seine Nachfolge antrat. Im Jahr 1990 schied er aus dem aktiven Militärdienst aus.
Nach seiner Pensionierung war Ronald Marryott für einige Jahre Präsident der George C. Marshall Foundation. Anschließend leitete er bis zum Jahr 2000 die Alumni Association der Militärakademie (president and chief executive officer of the academy's alumni association). Der mit der 1936 geborenen Carol Westendorf verheiratete Offizier starb am 4. Juni 2005 und wurde auf dem Friedhof der Militärakademie beigesetzt.

## Orden und Auszeichnungen
Ronald Marryott erhielt im Lauf seiner militärischen Laufbahn unter anderem folgende Auszeichnungen:
- Navy Distinguished Service Medal
- Defense Superior Service Medal
- Legion of Merit
- Air Medal
- Meritorious Service Medal